# Eva Adams
Pour les articles homonymes, voir Adams.
Eva Adams (10 septembre 1908 - 23 août 1991) est directrice de la Monnaie des États-Unis de 1961 à 1969.

## Biographie

### Jeunesse et études
Eva Bertrand Adams naît à Wonder (en), au Nevada, le 10 septembre 1908. Elle est la fille de Verner Laur Adams et de son épouse Cora (Varble) Adams. Pendant son enfance, la famille Adams déménage souvent dans l'État, car son père est appelé à travailler pour mettre en place de nombreuses installations dans les camps miniers de Wingfield. Ces installations comprennent des hôtels, des économats et des bars. En raison de ces fréquents déménagements au cours de ses premières années, elle apprend l'indépendance et à se faire facilement des amis, et s'adapte pour être heureuse où qu'elle soit. Finalement, la mère d'Adams insiste pour que la famille s'installe à Reno, dans le Nevada. Adams est diplômée du lycée de Reno à l'âge de 14 ans. Elle fréquente ensuite l'université du Nevada, à Reno, où elle est membre de Kappa Alpha Theta, et obtient son diplôme en 1928, à l'âge de 19 ans,.

### Débuts en politique
Après avoir obtenu son diplôme, Adams s'installe à Las Vegas, dans le Nevada, pour devenir professeur d'anglais au lycée de Las Vegas. C'est à cette époque qu'elle s'implique dans le parti démocrate du comté de Clark et qu'elle est présentée à Pat McCarran.
Elle retourne au Nevada en 1940 pour rejoindre brièvement le département d'anglais de l'université du Nevada. Adams occupe également le poste de doyenne adjointe des femmes à l'université. Peu après, McCarran, devenu sénateur des États-Unis pour le Nevada, l'invite à s'installer à Washington D.C. pour devenir son assistante administrative. Eva Adams suit également des cours de droit à Washington D.C. tout en travaillant pour le sénateur McCarran. Elle est diplômée de la faculté de droit de Washington et de l'université George Washington, où elle obtient respectivement une licence et une maîtrise en droit. Elle devient membre des barreaux du Nevada et du district de Columbia et, grâce à ses efforts, elle est admise à exercer devant la Cour suprême en 1954. Elle travaille pour le sénateur McCarran jusqu'à sa mort en 1954. Elle travaille ensuite pour le successeur de McCarran, Ernest S. Brown (en), en 1954, et pour Alan Bible (en) de 1954 à 1960.

### Directrice de la Monnaie
En 1961, le président des États-Unis John F. Kennedy nomme Eva Adams directrice de la Monnaie des États-Unis, poste qu'elle occupe d'octobre 1961 à août 1969. En 1966, le président Lyndon B. Johnson la reconduit dans ses fonctions pour récompenser ses efforts et ses réalisations à la Monnaie. En 1983, elle est citée lors d'une réception organisée en l'honneur de la publication de son histoire orale : « Vous savez, à mon époque, à Washington, on attendait d'une assistante administrative qu'elle s'habille comme une reine, qu'elle agisse comme une femme : s'habiller comme une reine, agir comme une dame, penser comme un homme, travailler comme un chien ». À l'époque où elle est secrétaire, la société cantonne les femmes à ces stéréotypes de genre. Elles sont censées avoir les manières d'une dame mais l'éthique de travail d'un homme.
Adams est recommandée par le sénateur Bible en raison de ses connaissances et de son expérience dans le domaine des métaux précieux. En effet, elle grandit en tant que fille d'un mineur d'or et observe le processus de traitement de l'argent par les mineurs à Wonder, au Nevada. C'est la deuxième femme à occuper le poste de directeur de la Monnaie, où elle a un impact significatif. Elle assainit les processus et les rend plus efficaces. La Monnaie peut formuler une composition de cuivre-nickel pour les pièces de monnaie, remplaçant l'argent que le Congrès a ordonné de retirer des pièces, car il coûte plus cher que la valeur nominale des pièces. Elle contribue à résoudre une crise de pénurie de pièces dans une économie qui sort d'une récession à l'époque, en créant une nouvelle composition qui rend les pièces moins chères à produire. Pendant son mandat, une centaine de nouvelles presses à monnaie sont ajoutées. Elle est présente lors de l'adoption du Coinage Act de 1965, qui supprime l'argent des pièces de dix et de vingt-cinq cents américaines. Elle participe également participé à la planification de l'ouverture de l'actuelle Monnaie de Philadelphie en 1969. Une fois l'hôtel des monnaies opérationnel, Adams démissionne. La raison principale en est que le président Richard Nixon fait pression sur Adams pour qu'elle parte, car il veut un républicain à la tête de l'institut d'émission.

### Fin de carrière
Après sa carrière à la Monnaie, Adams est l'assistante du président de Mutual of Omaha. Elle occupe ce poste jusqu'en 1978. Pendant cette période, elle est également nommée directrice de la Medallic Art Company de New York et siège au conseil d'administration de l'American Numismatic Association de 1971 à 1975.
Adams décède à Reno le 23 août 1991, à l'âge de 82 ans. Elle a servi la Monnaie américaine pendant huit ans et, selon les pompes funèbres, elle serait décédée de causes naturelles.